# Kushtoz Ghar
Kushtoz Ghar (Paschtu bzw. persisch کش توز غر; altpersisch Gar neupersisch Ghar für „Berghöhle“ und  Koh bzw. Kuh für „Berg“; Paschtu „Der fröhliche Berg“ bzw. „Berg, der Freude wünscht“) ist ein Berg in der afghanischen Provinz Nuristan.